# Día de Acción Global por un aborto legal y seguro
Día de Acción Global por el Acceso al Aborto Legal y Seguro, conocido también como el Día por la Despenalización y Legalización del Aborto, se celebra el 28 de septiembre de cada año convocada por los grupos de mujeres y el movimiento feminista para exigir a sus respectivos gobiernos la legalización del aborto y la facilitación del acceso al mismo, nombrando como objetivo el reducir las muertes por abortos inseguros.
La iniciativa surgió en 1990 en el V Encuentro Feminista Latinoamericano y del Caribe y la convocatoria se ha extendido, siendo asumida por redes internacionales y locales en numerosos países de Europa, África, Asia y Norteamérica.  Según datos del Fondo de Población de las Naciones Unidas (UNFPA) el ocho por ciento de las muertes de mujeres en el mundo se deben a los abortos inseguros.

## Antecedentes
El 28 de mayo de 1987 las organizaciones asistentes al V Encuentro Internacional Mujer y Salud celebrado en San José de Costa Rica, entre ellas la Red de Salud de las Mujeres Latinoamericanas y del Caribe (RSMLAC), la Red Mundial de Mujeres por los Derechos Reproductivos y decenas de personas dedicadas a la temática de salud y mujer, aprobaron instituir el Día Internacional de Acción por la Salud de las Mujeres como recordatorio para abordar las múltiples causas de enfermedad y muerte que afectan a las mujeres. También se decidió lanzar una campaña denunciando la mortalidad y la morbilidad materna. En 1988 se conmemoró por primera vez el 28 de mayo con el lanzamiento de la Campaña para la Prevención de la Morbilidad y Mortalidad Materna, coordinada por la Red Mundial de Mujeres por los Derechos Reproductivos (RMMDR) y la Red de Salud.
Se estimaba que cada año morían más de medio millón de mujeres, la mayoría en países en desarrollo por causas relacionadas con el embarazo, parto, puerperio y aborto inseguro, realidad que no era abordada con voluntad política por gobiernos y organismos responsables. Entre las prioridades se estableció el buscar mecanismos para disminuir el número de muertes, muchas de ellas a causa de los abortos inseguros.

## Historia

### 1990 V Encuentro Feminista Latinoamericano
La decisión de declarar el 28 de septiembre como Día por el Derecho al Aborto de las Mujeres de América Latina y del Caribe más tarde conocido como Día de Acción Global por un Aborto Legal y Seguro se tomó en el V Encuentro Feminista Latinoamericano y del Caribe celebrado en San Bernardo, Argentina del 18 al 24 de noviembre de 1990 en el Taller sobre Aborto, organizado por la Comisión por el Derecho al Aborto de Argentina y por las Católicas por el Derecho a Decidir de Uruguay y con la participación de feministas procedentes de Bolivia, Brasil, Colombia, Chile, El Salvador, Guatemala, México, Nicaragua, Paraguay y Perú tomando en cuenta que las complicaciones por el aborto inseguro y clandestino constituyen la primera causa de mortalidad de las mujeres en muchos de los países de la región.
La propuesta del día fue presentada por la delegación brasileña en conmemoración del 28 de septiembre de 1871 día en que se promulgó en Brasil la Ley de Libertad de Vientres por la que se consideró libres a todos los hijos e hijas nacidos de mujeres esclavas nacidos a partir de ese día de aprobación de la ley.

### Cronología
1993
En una reunión promovida por la Red de Salud de las Mujeres Latinoamericanas y el Caribe y coordinada por Católicas por el Derecho a Decidir (CDD) se creó la Coordinación Regional rotativa: 1993 – 1994 Católicas por el Derecho a Decidir (Uruguay)
1994 - 1997
Coordinación: GIRE (México)
1997 - 1999
Coordinación: CIDEM (Bolivia)
2000 - 2002

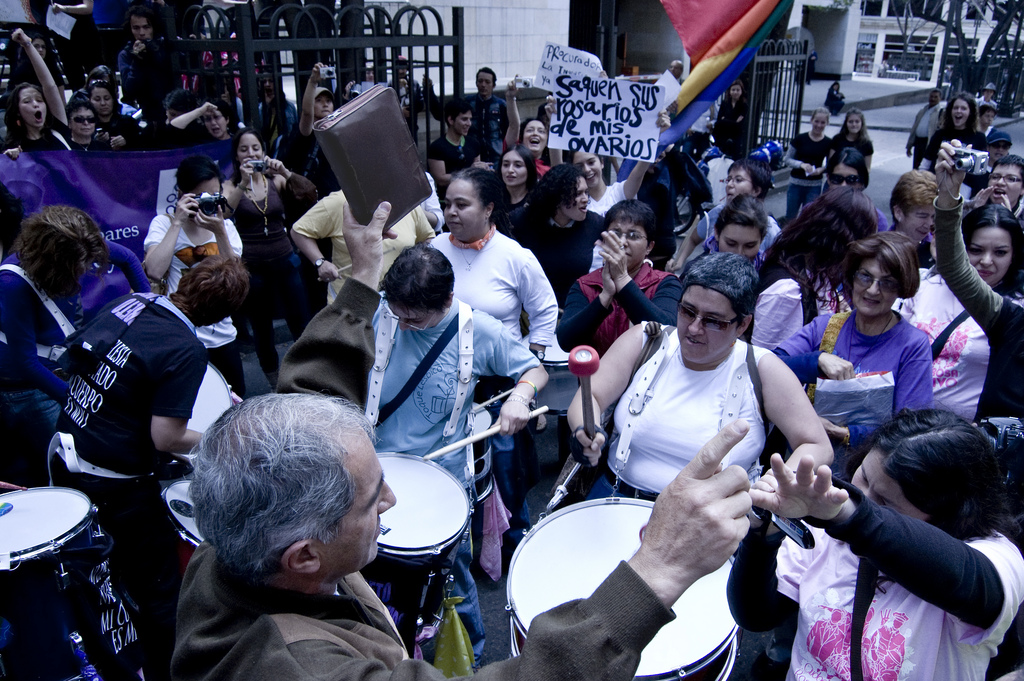
Colombia 2009. Manfiestación por el derecho a decidir.

Coordinación: Rede Nacional Feminista de Saúde (Brasil)
2003 - 2005
Coordinación: Centro de la Mujer Peruana “Flora Tristán” (Perú)
2006 - 2009
Coordinación: Movimiento Autónomo de Mujeres (Nicaragua)
2009
Tras más una década en las que las actividades reivindicativas se centraron en América Latina y el Caribe a partir de 2009 la campaña empezó a extenderse por Europa. En España las organizaciones de mujeres eligieron el 28 de septiembre para reivindicar un cambio en la ley del aborto que finalmente se logró y posteriormente como jornada de lucha para evitar una modificación y recortes en la misma. En África también se iniciaron campañas en países como Ghana.
2010
La Campaña está integrada por mujeres organizadas de 19 países y por 5 Redes Regionales. 
Entre los objetivos se establecen:
- Fortalecer la investigación, el análisis y el debate teórico
- Fortalecer las redes de organizaciones feministas y de mujeres para mejorar la coordinación
- Promover nuevas alianzas que permitan sumar sectores a la lucha contra los fundamentalismos religiosos, a partir de la identificación de intereses comunes en los ámbitos de salud, institucionalidad democrática, laicidad, diversidad sexual, derechos humanos y otros temas.
- Hacer más uso de la jurisprudencia internacional en materia de derechos sexuales y derechos reproductivos.
- Las organizaciones y redes feministas deben llamar la atención de las agencias de cooperación
- El avance del movimiento regional en la definición de estrategias a más largo plazo

2011
En 2011 la Red Mundial de Mujeres por los Derechos Reproductivos (RMMDR) en inglés Women's Global Network for Reproductive Rights WGNRR histórica organización internacional creada en 1984 para defender los derechos sexuales y reproductivos de las mujeres asume y se incorpora a impulsar la campaña.
2012
Se denunció especialmente el fallecimiento en Dominicana de Rosaura Almonte, conocida como Esperancita, adolescente embarazada a quien el Estado dominicano negó el aborto terapéutico que requería con urgencia, puesto que sufría leucemia. Al mismo tiempo, el sistema de salud de dicho país retrasó inútilmente su tratamiento de quimioterapia para proteger al producto de la gestación, lo que hizo progresar aceleradamente su enfermedad hasta producirse el desenlace ya conocido.
La convocatoria se celebró en:
- Latinoamérica y Caribe: México, Colombia, Guatemala, Nicaragua, El Salvador, República Dominicana, Puerto Rico, Perú, Bolivia, Brasil, Argentina, Ecuador, Chile, Uruguay y Haití.
- África: Camerún, Kenia, Malaui, Mozambique, Nigeria, Ruanda, Sudáfrica, Tanzania, Uganda y Zimbabue.
- Asia: India, Indonesia, Japón, Malasia, Nepal, Pakistán.
- Oriente Medio: Líbano
- Europa:  Rusia, Polonia, Macedonia (hoy, Macedonia del Norte), Ucrania, Armenia, Bélgica, Dinamarca, Francia, Irlanda, Italia, Portugal, España, Suiza y Gran Bretaña.
- Australia / NZ : Australia y Nueva Zelanda.
- Norteamérica: Canadá y EE. UU.

2013
Aumenta la participación internacional.
La organización francesa Osez le féminisme lanza la campaña de recogida de firmas dirigida al Secretario General de la ONU para pedir el reconocimiento del derecho al aborto como derecho universal. en el marco de la campaña 28S My body is mine (Mi cuerpo es mío).
2014

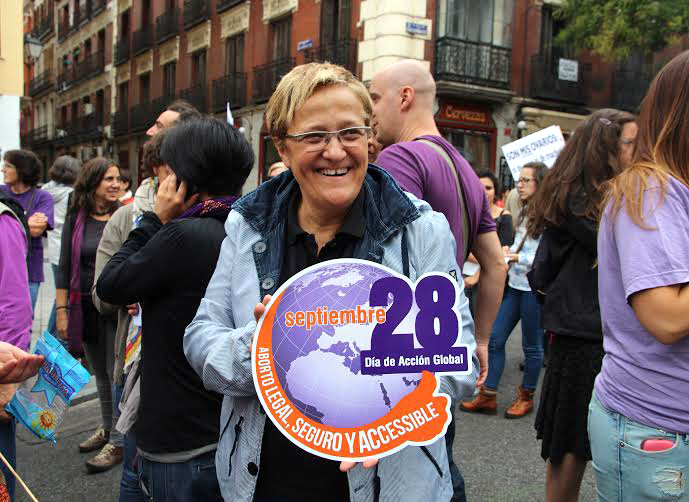
Ángeles Álvarez política y feminista española en la manifestación por el Día del Aborto Legal y Seguro. Madrid 28 de septiembre de 2014.

Campaña de las organizaciones de la sociedad civil con una petición al Parlamento Europeo para garantizar el respeto a las normas en materia de derechos humanos en el tema del derecho al aborto seguro y legal.
2015
Con el apoyo de las organizaciones internacionales y el trabajo de organizaciones de mujeres locales africanas la celebración se amplió a países como Mozambique, Tanzania, República Democrática del Congo. En Francia la ministra de Asuntos Sociales, Salud y Derechos de las mujeres anunció un número de teléfono nacional de información sobre el aborto y una campaña de información con motivo de la jornada.

## Datos sobre aborto inseguro
En 2012 la Organización Mundial de la Salud alertó sobre el aumento de abortos inseguros en los países en desarrollo:
- Las complicaciones de un aborto mal practicado constituyen una de las principales causas de muerte materna tras provocar hemorragias o infecciones fatales.
- Los abortos realizados por personal no capacitado o en entornos sin los recursos médicos y de higiene mínimos ponen en riesgo la vida y salud de miles de mujeres cada año, explicó la agencia de la ONU.
- La incidencia de abortos inseguros es mucho mayor en los países donde la práctica es ilegal porque esta restricción lleva a las mujeres a recurrir a instancias clandestinas.
- En América Latina, el 95% de los abortos son inseguros, una proporción que no cambió entre 1995 y 2008. Casi todos los procedimientos seguros tuvieron lugar en Cuba, donde el aborto es legal y las mujeres pueden optar por él con libertad.
- Según la OMS, hasta 2008, la tasa mundial de abortos era de 28 por cada mil mujeres, una cifra que prácticamente no ha cambiado desde 2003. En cambio, el porcentaje de abortos inseguros aumentó un 5%, a 49%, en el periodo 1995-2008, lapso durante el cual el número de abortos en los países en desarrollo se incrementó de 78% a 86%.

Otros datos:

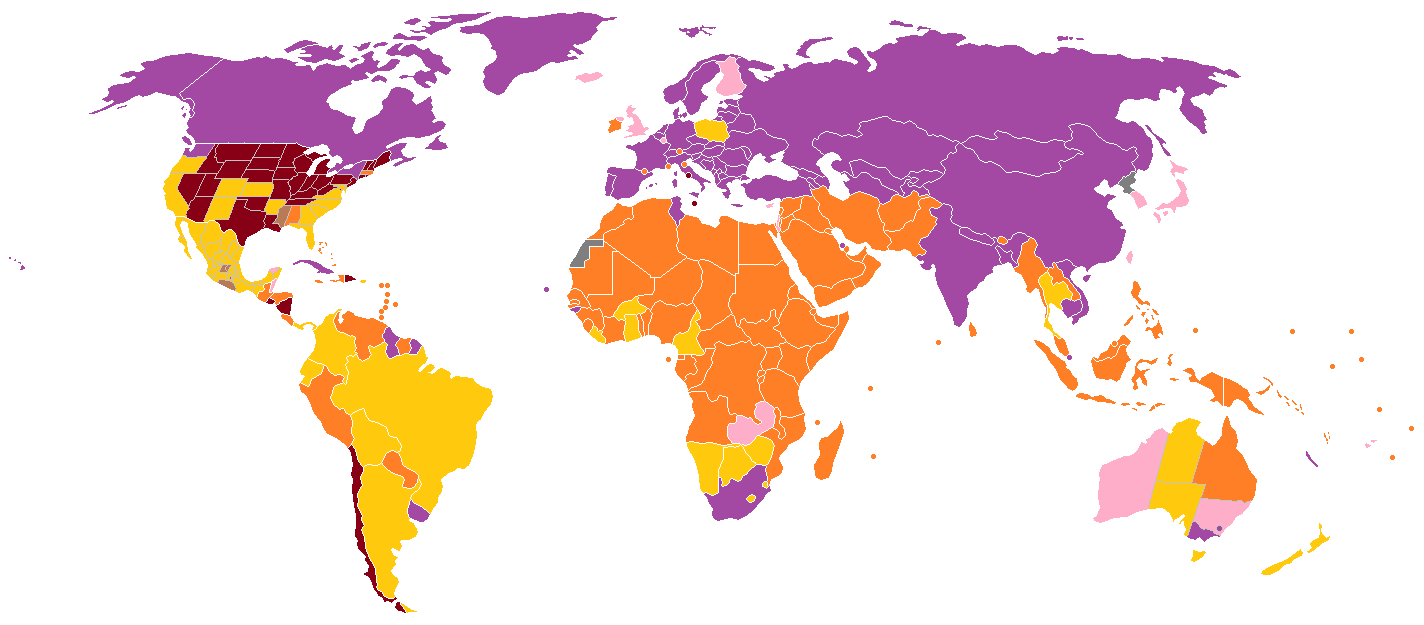
Estatuto jurídico del aborto en el mundo (2013).

- Cada día se realizan 55.000 abortos inseguros en el mundo, 95 por ciento en países en vías de desarrollo, los cuales son responsables de una de cada ocho muertes maternas. (2002) Fuente: REPEM.[22]
- Mundialmente por cada siete nacimientos se lleva a cabo un aborto inseguro. Se calcula que el aborto inducido -en forma clandestina y condiciones inseguras- es la causa de una de cada tres muertes maternas en la región y de aproximadamente 800 mil hospitalizaciones por año.
- Organizaciones internacionales en defensa de los Derechos Humanos señalan que el acceso al aborto seguro y legal puede salvar la vida y facilitar la igualdad de las mujeres. Las decisiones de las mujeres en materia de aborto no tienen que ver solamente con sus cuerpos en términos abstractos, sino que, en términos más amplios, se encuentran relacionadas con sus derechos humanos inherentes a su condición de persona, a su dignidad y privacidad añade Human Rights Watch.[23]
- En el mundo existen distintos niveles de penalización del aborto, pero está demostrado que la existencia de más o menos abortos no está en relación con la penalización, pues hay países en que la interrupción del embarazo es totalmente permitida y sin embargo los abortos son una mínima proporción.
- Según análisis de la Organización Mundial de la Salud, el riesgo de muerte materna es cuatro veces mayor en las adolescentes menores de 16 años que en las mujeres de entre 20 y 30 años. Otros problemas de salud física y mental son también significativamente mayores entre las niñas de corta edad con embarazos precoces e indeseados.[24]